# Елліс (Нью-Йорк)
Елліс (англ. Ellis Island) — острів у східній частині США y Верхній Затоці Нью-Йорку. Острів Елліс розміщений на відстані 1,6 км на північ від острова Свободи. Початкова площа острова була 21 458 м², але після завезення землі від будівництва метро його площа збільшилася до 129 619 м².
Назва походить від прізвища Самуеля Елліса, який придбав цей острів у 1785 році. З 1892 року на острові стала функціонувати імміграційна служба федерального уряду. Після пожежі 1897 року на Елліс Айленд побудували досі існуючу будівлю з цегли у стилі французького відродження. З 1900 року вона служила терміналом, через який до США прибули мільйони іммігрантів. Як вважається, з 1892 р. до 1924 р. через Елліс Айленд було пропущено понад 16 мільйонів осіб. Не менше третини з них осіли в самому Нью-Йорку. Пік припливу іммігрантів припав на 1907 рік, коли через термінал пройшло майже 1,3 мільйона людей.
Від 1 січня 1892 до 12 листопада 1954 р. федерально-імміграційна станція на острові Елліс пропустила приблизно 20 мільйонів людей, здебільшого з Європи. Нині приблизно 100 мільйонів американських громадян мають родини, які пройшли через острів Елліс. Імміграційна служба припинила своє функціонування на острові у 1954 році, тепер там діє Музей імміграції, у якому є архів з персональними картками іммігрантів.